# Banovine du Vrbas
1929–1941
Entités suivantes :
- Banovina de Croatie (1939)
- État indépendant de Croatie (1941)

La banovine du Vrbas ou banat du Vrbas (en serbe, en bosnien et en croate : Врбаска бановина et Vrbaska banovina) était une province ou banovine du royaume de Yougoslavie entre 1929 et 1941. Son chef lieu était à Banja Luka et elle se trouvait pour l'essentiel dans l'actuelle Bosnie-Herzégovine ; la région de Dvor, aujourd'hui en Croatie, faisait également partie de la banovine. Elle devait son nom à la rivière du Vrbas.

## Histoire
La Banovine du Vrbas a été créée le 3 octobre 1929, par la loi sur l'organisation administrative du royaume de Yougoslavie nouvellement créé.
Après la création de la banovine de Croatie en 1939, une partie située au nord-est du territoire, la région de Derventa et Gradačac à majorité croate, fut intégrée à la nouvelle entité.

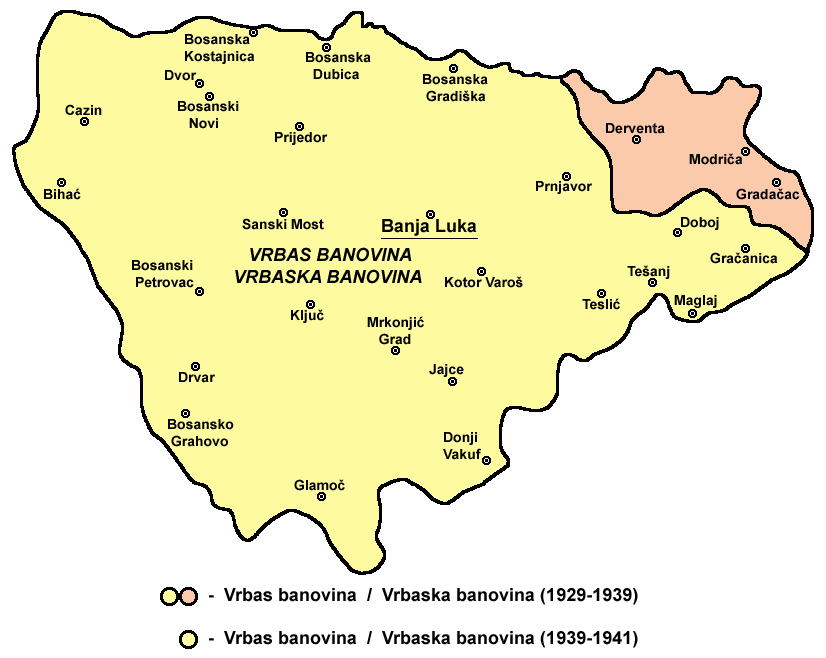
Banovine du Vrbas (1929-1941)
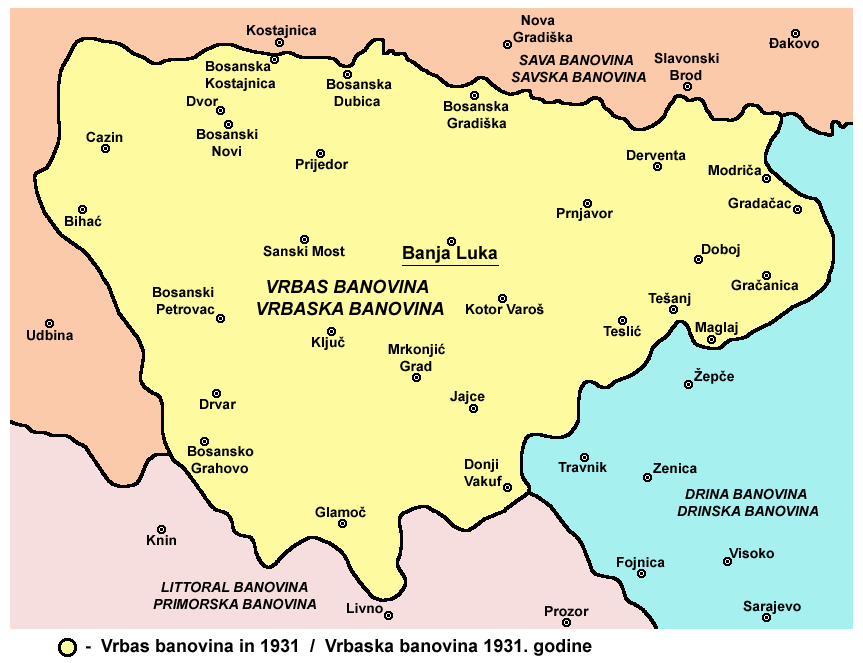
Banovine du Vrbas entre 1929 et 1939
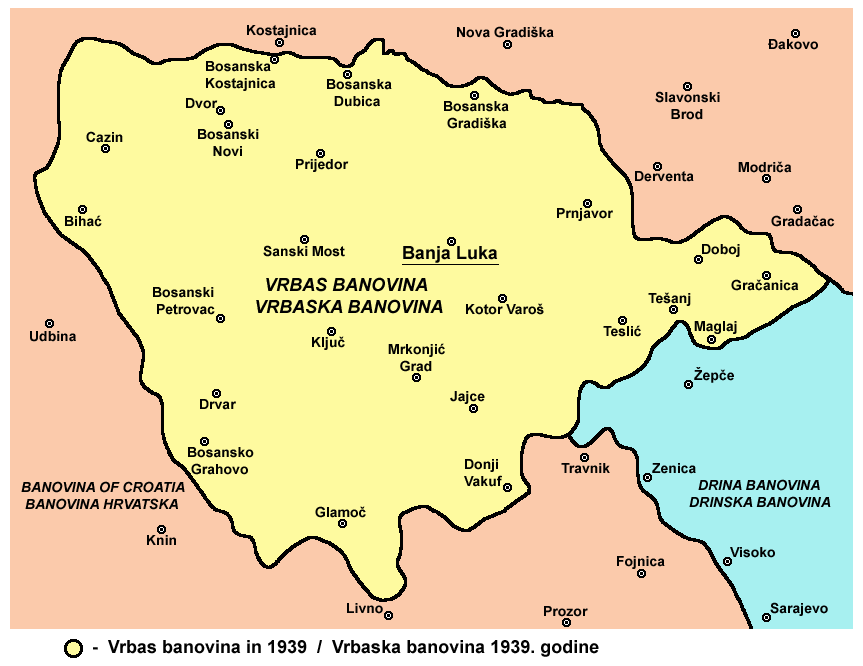
Banovine du Vrbas entre 1939 et 1941

Pendant la Seconde Guerre mondiale en 1941, les puissances de l'Axe occupèrent la Banovine du Vrbas. La province fut supprimée et son territoire rattaché à l'État indépendant de Croatie.
Après la guerre, son territoire fut intégré dans la république socialiste de Bosnie-Herzégovine, au sein de la république fédérative socialiste de Yougoslavie, Dvor étant rattachée à la république socialiste de Croatie. En 1992, le secteur de l'ancienne banovine fut partagé entre la république serbe de Bosnie et la fédération de Bosnie-et-Herzégovine, deux entités entrant dans la composition de la Bosnie-Herzégovine indépendante.

## Population
En 1931, la banovine du Vrbas comptait 1 037 382 habitants. Les chrétiens orthodoxes constituaient la communauté religieuse la plus importante avec 600 529 membres (58 %), suivis par les musulmans avec 250 265 membres (24 %) et par les catholiques avec 172 787 membres (17 %)[réf. nécessaire].

## Politique

### Ban
Il y eut six différents ban au cours de l'existence de la banovine du Vrbas, c'est-à-dire son gouverneur :
- Svetislav Milosavljević (1929-1934)
- Dragoslav Đorđević (1934-1935)
- Bogoljub Kujundžić (1935-1937)
- Todor Lazarević (1937-1938)
- Petar Cvetković (1938-1941)
- Nikola Stojanović (1941)